# Edgar Salli
Edgar Nicaise Constant Salli, född 17 augusti 1992, mer känd som Edgar Salli, är en kamerunsk fotbollsspelare.
Salli har tidigare spelat för bland annat Ngaoundéré och Coton Sport. Han har även representerat Kameruns landslag.

## Karriär
I juni 2020 värvades Salli av cypriotiska Olympiakos Nicosia, där han skrev på ett ettårskontrakt.